# Susana Estrada
Susana Estrada (Gijón, Asturias, 18 de junio de 1949) es una actriz, cantante y vedette española, especialmente conocida durante los años de la Transición española.
Estrada fue una de las principales figuras del género cinematográfico conocido como destape, y adquirió gran popularidad por sus espectáculos y apariciones en medios de comunicación, en las que defendía la ruptura de estigmas sociales en torno a la sexualidad. Entre otros episodios, protagonizó el primer desnudo integral sobre un escenario por parte de una actriz en España, y una popular imagen junto al político Enrique Tierno Galván en la entrega de premios del diario Pueblo, que la convirtieron en una de las figuras más mediáticas de este periodo. En paralelo, desarrolló una carrera musical que le llevó a publicar el álbum disco Amor y Libertad (1981), con letras de temática erótica y social, y participó en distintas películas. Tras un descenso de su actividad a partir de los años ochenta, en los años dosmil realizó una aparición en Los años desnudos (2008) y protagonizó el documental Susana y el sexo (2021).

## Biografía

### Inicios y salto a la fama:Historia del strip-teasey consultorio
Nacida en Gijón, inició su carrera artística tras mudarse a Madrid a comienzos de los años 70. En este momento, realizó apariciones en películas como Las tres perfectas casadas (1973) o La trastienda (1975), una de las primeras películas del género del destape. En 1976, Estrada estrenó el espectáculo Historia del strip-tease, en el que protagonizó el primer desnudo integral sobre un escenario por parte de una actriz en España, obteniendo un gran alcance social y mediático. Tras ello, realiza más apariciones en películas como Lucecita (1976), El jovencito Drácula (1977) o Pepito Piscinas (1978).
Durante esa época se puso también al frente de consultorios sexológicos en las revistas Play Lady y Lib, en los que respondía consultas relativas a educación sexual y defendía el derecho de las mujeres a disfrutar su propio placer. Por ellos, fue procesada en catorce ocasiones por escándalo público, siendo condenada en trece de ellas y llegando a serle retirado el pasaporte y el derecho al voto hasta la derogación del delito en 1988.De forma más general, tras décadas de censura y represión sobre la sexualidad y los cuerpos de las mujeres por parte de la dictadura franquista, Estrada causó un gran impacto con su reivindicación de la naturalidad del desnudo y el sexo, así como por sus opiniones sobre cuestiones consideradas tabú en España.

### Premios dePuebloy carrera musical

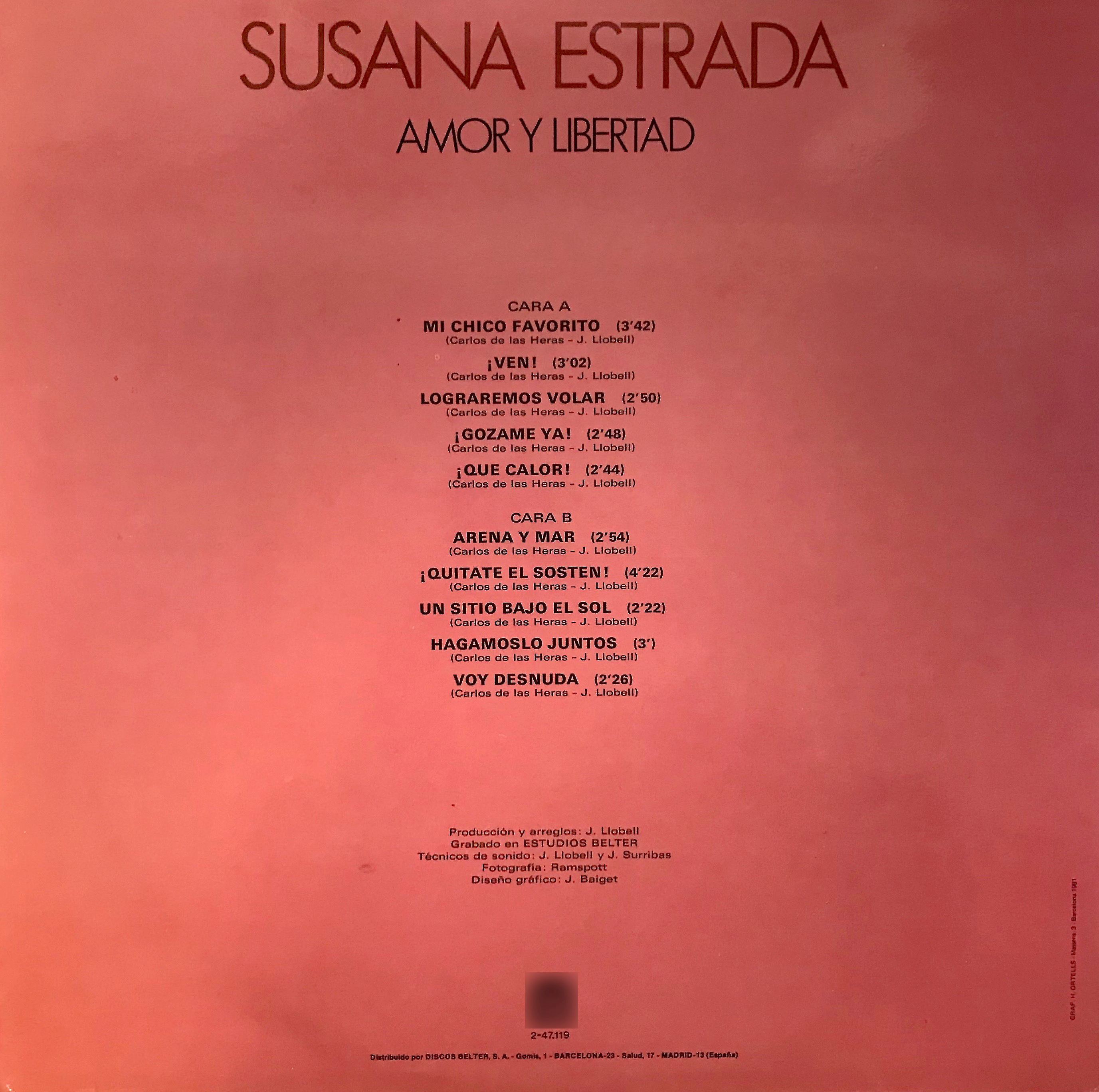
Carátula con la lista de canciones de Amor y Libertad (1981)

El 14 de febrero de 1978, protagonizó una de las fotos más reproducidas de la Transición en la entrega de los premios del diario Pueblo. Estrada, una de las galardonadas, recogió su premio de manos del futuro alcalde de Madrid, Enrique Tierno Galván, estando presente entre otros el presidente del Gobierno Adolfo Suárez. Al inclinarse, su pecho quedó al descubierto, y ella, siguiendo su reivindicación de la naturalidad del desnudo y la libertad corporal, decidió mantenerlo así ante las cámaras de los fotógrafos. La imagen tomada por Marisa Flórez alcanzó una gran difusión en medios nacionales y extranjeros, siendo considerada representativa de la apertura del nuevo régimen democrático frente al conservadurismo social del franquismo. Estrada realizó también numerosas entrevistas y apariciones en medios, y publicó relatos en Penthouse o Can Can. Es también coautora junto a Carlos de las Heras del libro Húmedo sexo (1978). Es en este momento también cuando realiza su primer papel protagonista en el cine, en El maravilloso mundo del sexo (1978), a la que seguiría Pasión prohibida (1980).
Tras haber publicado varios sencillos de estilo disco, en 1981 publicó su álbum Amor y Libertad. Producido por Josep Llobel y Manuel Gas, sus letras trataban de forma explícita temas como el deseo sexual femenino, la homosexualidad femenina y masculina, la crisis de la heroína o la liberación colectiva. En lo musical, el álbum ha sido considerado de referencia dentro del subgénero del cosmic disco.
En ese año, se vio de nuevo envuelta en una polémica debido a un coloquio sobre sexo con el sacerdote y escritor José Luis Martín Vigil en Televisión Española, que provocó graves críticas por parte de sectores conservadores y por el que se llegó a pedir el cese del entonces director de RTVE Fernando Castedo.

### Años posteriores
En 2005 participó como concursante en el reality show de Antena 3 La Granja. En 2008 regresó al cine para hacer un cameo en una película dramática sobre los años del destape, Los años desnudos. En 2021, se estrenó el documental de RTVE Susana y el sexo, dirigido por César Vallejo, que narra su papel como pionera de la defensa de los derechos sexuales y la sexualidad femenina durante la Transición.

## Legado
En la década de los 2010, la figura de Estrada ha sido revisada desde perspectivas feministas, destacando su papel como pionera en la defensa de las libertades sexuales y la agencia sexual de las mujeres en un momento de especial importancia como la Transición hacia la democracia.
Alejandro Melero ha citado a Estrada, y en particular la escena final de El maravilloso mundo del sexo (1978), como un caso pionero de experimentación con las tecnologías de grabación a la hora de representar el sexo en el cine español. Estrada y su episodio junto a Tierno Galván en la entrega de premios del diario Pueblo aparecen en la novela de Marta Sanz Daniela Astor y la caja negra (2013), sobre la libertad sexual de las mujeres en la Transición.
La música de Estrada ha sido revindicada en los últimos años a raíz de la edición del álbum compilatorio The Sexadelic Disco-Funk Sound of… Susana Estrada (2017). En 2022, el cantante puertorriqueño Rauw Alejandro utilizó en su canción "Más de una vez" el estribillo de la canción de Estrada "Gózame ya", incluida en su álbum Amor y Libertad.

## Filmografía

### Cine
- Las tres perfectas casadas (1973)
- La trastienda (1975)
- El Libro de Buen Amor (1975)
- La noche de las gaviotas (1975)
- Lucecita (1976)
- El jovencito Drácula (1976)
- Sexy... amor y fantasía (1977)
- Pepito Piscinas (1978)
- El maravilloso mundo del sexo (1978)
- Pasión prohibida (1980)
- Comamos y bebamos todos de él (1992)
- Los años desnudos (2008)
- Carne cruda (2011)

### Televisión
- Novela (adaptación de Aloma) (1977)
- La granja (2005)
- Ochéntame otra vez (2015)
- Susana y el sexo (2021)

## Discografía

### Álbumes
- Amor y Libertad (1981)

### Sencillos y EP
- Ya me voy de tu vida (1978)
- Machos (1980)
- Acaríciame (1980)
- Mi chico favorito (1981)

### Compilaciones
- The Sexadelic Disco-Funk Sound of… Susana Estrada (2017)

## Espectáculos
- Historia del strip-tease (1976).
- Muñecas (1979).
- Machos (1981).
- Machos 87 (1987).
- Son como niños.